# Žanil Tataj - Žak
Žanil Tataj (z umetniškim imenom Žak), hrvaški glasbeni producent, tekstopisec, kitarist, pevec in pedagog, * 2. maj 1967, Reka
Ustvarja na področju hard rock in metal glasbe. Sodeloval je v glasbenih skupinah Jersey, Divlje jagode, Mary Rose, Turbo, Aqua, Črna Gradnja, Ambasada, Norne in Black Diamond.
Met letoma 1988 in 1991 je igral v HNK Ivan Zajc, kot violinist v orkestru opere. Z Nikolino Ivošević - Nikito je posnel skladbo "Prosule se divlje jagode".Poučuje petje na zasebni glasbeni šoli.

## Biografija
Končal je srednjo pedagoško glasbeno šolo v Reki, smer violina, viola. Sicer je multi-inštrumentalist.Vokalne tehnike se je priučil pri svoji mami Petji Todorovi - Tataj, znani pijanistki in vokalni pedagoginji.
Svojo bogato vokalno glasbeno kariero je začel sredi 80-ih let z reško rock skupino Jersey. Z njimi je posnel album za takratni Jugoton. Nastopali so po celi bivši Jugoslaviji in dobivali številne nagrade na različnih rock festivalih.
V začetku 90-ih je skupina Jersey prenehala z delovanjem, ker so Žaka, ki je že takrat bil poznan po svojih neverjetnih vokalnih sposobnostih, k sodelovanju povabili legendarni rokerji iz skupine Divlje Jagode. Posneli so album Magic Love z namenom da bo objavljen na evropskom tržišču. 
Zaradi vojne so Divlje Jagode prenehali z delovanjem in Žak se je pridružil kultni slovenski skupini Mary Rose. Z njimi je uspešno koncertiral in pripravljal novo ploščo, ki pa zaradi požara v studiu Tivoli ni izšla. Skupina je za nekaj let prenehala z delovanjem.
V začetku leta 1994 je vokalno sodeloval na skupnem projektu znanih evropskih rock skupin Helloween in Gamma Ray ter v Nemčiji z bivšim kitaristom skupine Crvena Jabuka, Zoranom Šerbedžijo ustvarjal projekt MADCAP LAF'.
Leta 1995 in 1996 je sodeloval kot vokalist in instrumentalist pri dveh albumih slovenske skupine Turbo, "The Power Of Metal" in "A Glimpse Of Home".
V drugi polovici leta 1995 je na hrvaškem osnoval skupino AQUA in izdal istoimenski album.
Vrnitev v DIVLJE JAGODE je oznanil z velikim koncertom Finale top 1000 na stuttgartskem hipodromu. Koncert so v živo predvajali SDR 3, MTV ter druge znane evropske televizije in radio postaje. S skupino je do leta 1999 uspešno koncertiral po Evropi in posnel album Sto Vjekova.
Sredi leta 1999 je posnel svoj prvi solo album in z nekaterimi pesmi nastopal na festivalih, kot so Splitski, Neumski in drugi.
Konec leta 1999 je izšla njegova avtorska simfonična zgoščenka z naslovom Božićne Pjesme.
V letu 2000 se je kot vokalist pridružil dvema slovenskima cover bandoma, Črna Gradnja in Ambasada.
Zaradi želje po igranju in ustvarjanju avtorske glasbe leta 2003 z Ekijem Alilovskim ponovno obudita skupino MARY ROSE...
Leta 2006 v sodelovanju z znano reško pevko osnujeta vokalno instrumentalno jazzy skupino Norne, v kateri Žak igra bas kitaro. Skupina izvaja priredbe v različnih svetovnih jezikih.
V letu 2013 se pridruži skupini Black Diamond, ki je izdala album Last Man Standing, za katerega je Žak prispeval večino vokalov.
Trenutno je kot vokalni pedagog zaposlen v glasbeni šoli Studio Maraton, poleg tega pa je član več slovenskih skupin.
Z Nikolino Ivošević - Nikito je posnel skladbo "Prosule se divlje jagode".

## Diskografija

### Albumi
- Jersey – Pustite Da Živim (1988)
- Zele/Divlje Jagode – Magic Love (1993)
- Aqua – Aqua (1995)
- Turbo – The Power Of Metal (1995)
- Turbo – A Glimpse Of Home (1997)
- Divlje Jagode – Sto Vjekova (1997)
- Žanil Tataj Žak – Božićne Pjesme (1999)
- Žanil Tataj Žak – Divojčica Naranćica (2001)
- Mary Rose – Feniks (2006)
- Žika – Filozofija (2008)
- Black Diamond – Last Man Standing (2013)
- Jersey – Pustite Da Živim (re-release 2018)
- Mary Rose – Resničen svet (2019)
- Žanil Tataj Žak – Da Capo (EP) (2019)
- Žanil Tataj Žak – Al Fine... (2022)
- Ravenstine - Ravenstine (2023)
- Ravenstine - 2024 (2024)
- Žanil Tataj Žak – Coda (2024)

### Kompilacije
- Dobro Jutro Opatija (1996)
- Ajmo Rijeka (1997)
- Najljepše Božićne Pjesme - Čežnja Vijekova (1998)
- Split '99 (1999)
- Divlje Jagode - Antologija 1 (2000)
- Divlje Jagode - Antologija 2 (2000)
- Etnofest Neum 2000 (2000)
- Korčula 2000 - Festival Pjesme I Vina (2000)
- Divlje Jagode - The Very Best Of - Let Na Drugi Svijet (2014)
- Najljepše Božićne Pjesme (2006)
- Divlje Jagode - Collection Boxset (2006)
- Divlje Jagode - Greatest Hits (2015)
- Divlje Jagode - Original Album Collection vol.1 (2018)
- Divlje Jagode - Original Album Collection vol.2 (2018)

### Singli
- Boje Jutra (1995)
- Gabrijel (1996)
- Kao More (2000)
- Divojčica Narančica (2001)
- Ništa Nije Zauvijek (2001)
- Prosule Se Divlje Jagode (2019)
- Tišina (2019)
- Na Putu Za Raj (2019)
- Ispočetka (2019)
- Da Li Ti Je Dosta? (2021)
- Na Jastuku (2022
- Have You Had Enough? (2021) *(As Jake Tate)
- Blindspot - Life Inflicts (2021)
- Alen Šenkovski - Muzej Izgubljenih Duša (2021)
- Alen Šenkovski feat. Enio Vučeta – Za Sve Je Kriv Rock 'n' Roll (2022)
- Buđenje (2022)
- Novi Svijet (2022)
- Hologram (2022)
- Grom U Koprive (2023)
- Pustite Da Živim (2023)
- Ravenstine - Ravenstine (2023)
- Ravenstine - Freedom Day (2023)
- Možda Danas (2023)
- Duga Zima (2023)
- Ravenstine - Black Is The Brightest Color (2023)
- Kišni dan (2023)
- Blindspot - Shallow Grawe (2023)
- Alen Šenkovski ft. Dragianni - Zagrli Me U Beznađu (2023)
- Ravenstine - A Long Way Home (2024)
- Ravenstine - Fly Eagle Fly (2024)
- Alen Šenkovski - Obzorja Gore (2024)
- Kako Ljubav Boli (2024)
- Ništa Labavo (2025)
- Vrijedilo Je (2025)

### Sodelovanja
- Let 3 - Bombardiranje Srbije I Čačka (2005)
- Ženska Klapa Luka - Dani (2007)
- Divine Illusion - Genetic (2010)
- Divlje Jagode - Biodinamička ljubav (2013)
- Zoran Šerbedžija & Žanil Tataj - Žak - Ti Si R'N'R (2020)
- Divlje Jagode - Sama Si (album Jukebox) (2020)
- Srčani Udar (album Sve Ili Ništa) - Kad Te Pukne Pjesma (2020)
- Srčani Udar (album Sve Ili Ništa) - Priča Života Mog (2020)
- Ivan Pop feat. Žanil Tataj – Žak - Open your Eyes (2021)
- God’s Army (album Warriors Of The Wasteland) - Kindred Spirits (2021)
- Analiza Uma feat. Žanil Tataj - Žak & Zoran Mišić - Kraj (verzija 1) (2021)
- Analiza Uma feat. Žanil Tataj - Žak - Kraj (verzija 2) (2021)
- Srčani Udar feat. Žanil Tataj - Žak - Halo Svemir (2022)
- Maciej Podsiadło feat. Žanil Tataj-Žak - Metal Warrior (2022)
- Evolucija - The Earth Is Full Of Rats (feat. Žanil Tataj - Žak) (2023)
- Vrane Vrane - Sedam Slavnih (2023)
- Evolucija - Shame On You (2024)
- Evolucija feat. Žanil Tataj Žak - Ne Zaslužuješ Stih (2025)
- Ivi Duzel – Siroče (feat. Žanil Tataj - Žak & Roko Duzel) (2025)

### Glasba in Izvršni producent
- DNA - Naša Priča (2012)
- Sara - Ljetna (2013)
- Sara - Zauvijek (2015)
- Sara - Laku noć (2016)
- Silvija Starčević - Plan (2016)
- Silvija Starčević - Dobro Jutro (2016)
- Silvija Starčević - Hologram (2017)
- Carlo Božić - Tajna (2019)
- Lucija Gajzler - Reflection (2020)
- Tea Vučak - Sve Je Lako (2020)